# 10619 Нінігі
10619 Нінігі (10619 Ninigi) — астероїд головного поясу, відкритий 27 листопада 1997 року.
Тіссеранів параметр щодо Юпітера — 3,537.